# Bursera dubia
Bursera dubia är en tvåhjärtbladig växtart som beskrevs av Arthur Allman Bullock. Bursera dubia ingår i släktet Bursera och familjen Burseraceae. Inga underarter finns listade i Catalogue of Life.